# 薩多瓦 (莫吉利夫-波季利西基區)
48°32′36″N 27°55′20″E / 48.54333°N 27.92222°E
薩多瓦（烏克蘭語：Садова），是烏克蘭西南部的村莊，隸屬文尼察州的莫希利夫-波季利斯基區。該村面積1.53平方公里，海拔高度216米，2001年人口354，人口密度每平方公里231.37人。